# Silícula

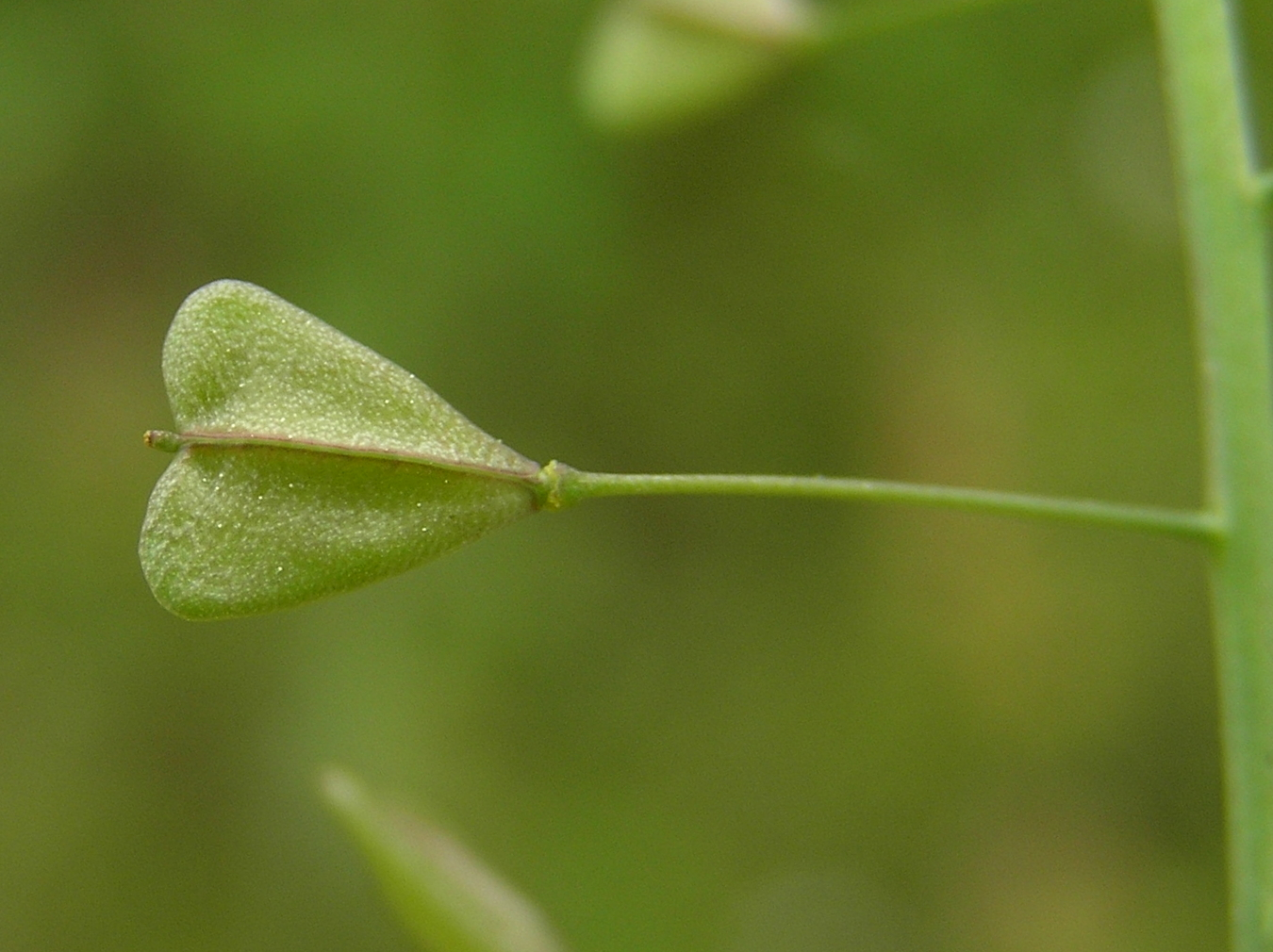
Silícula angustisepta de bosses de pastor (Capsella bursa-pastoris)

S'anomena silícula a aquella síliqua que gairebé és tan llarga com ampla, o que la seva llargària no és superior a tres vegades l'amplària. Aquest tipus de fruit sec dehiscent, com la silíqua, està format per dos carpels que donen lloc a dues cavitats separades per un fals envà. És característic de la família de les brassicàcies.

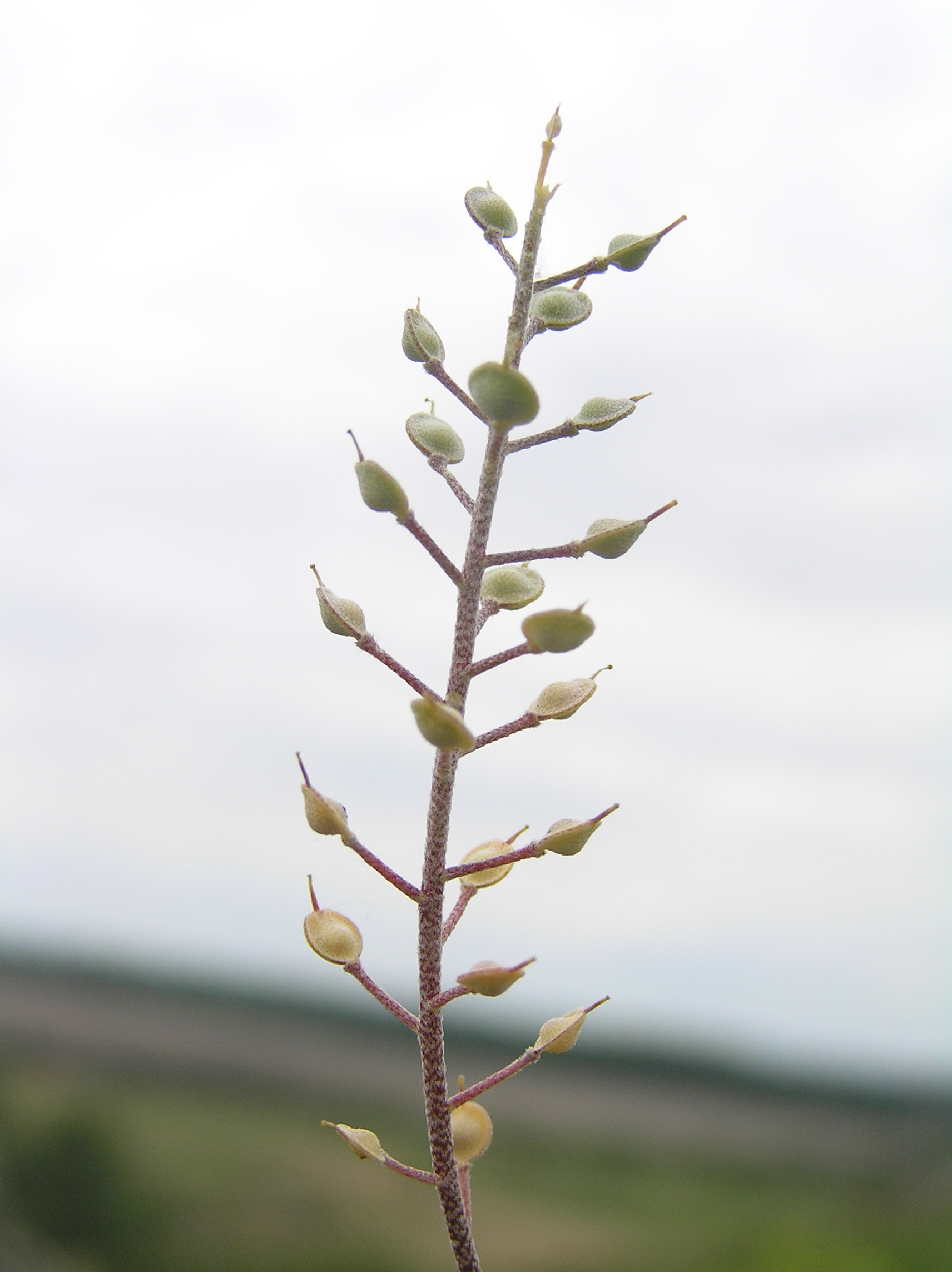
Silícules de botgeta muntanyenca (Alyssum montanum)
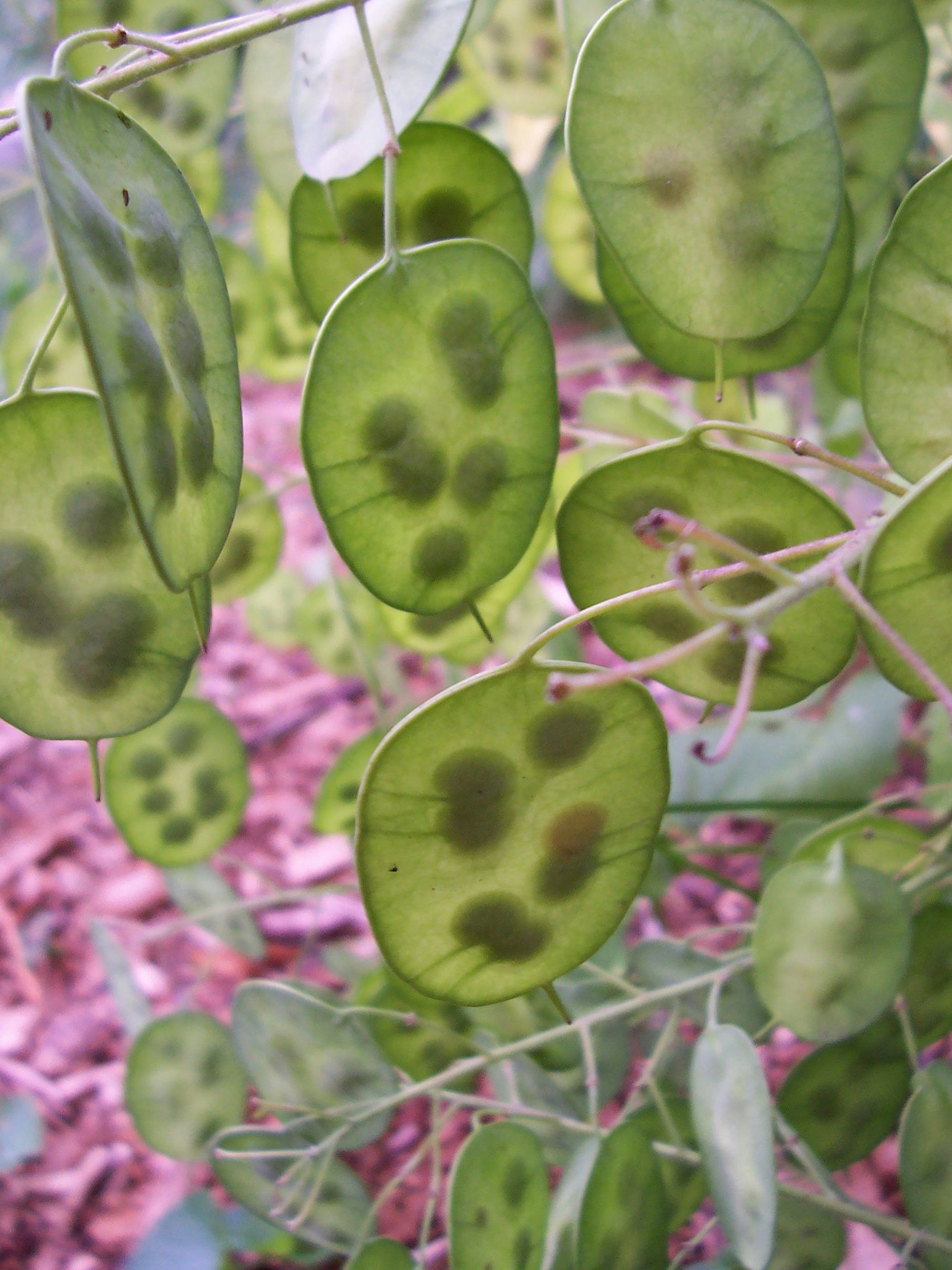
Silícules de Lunaria annua
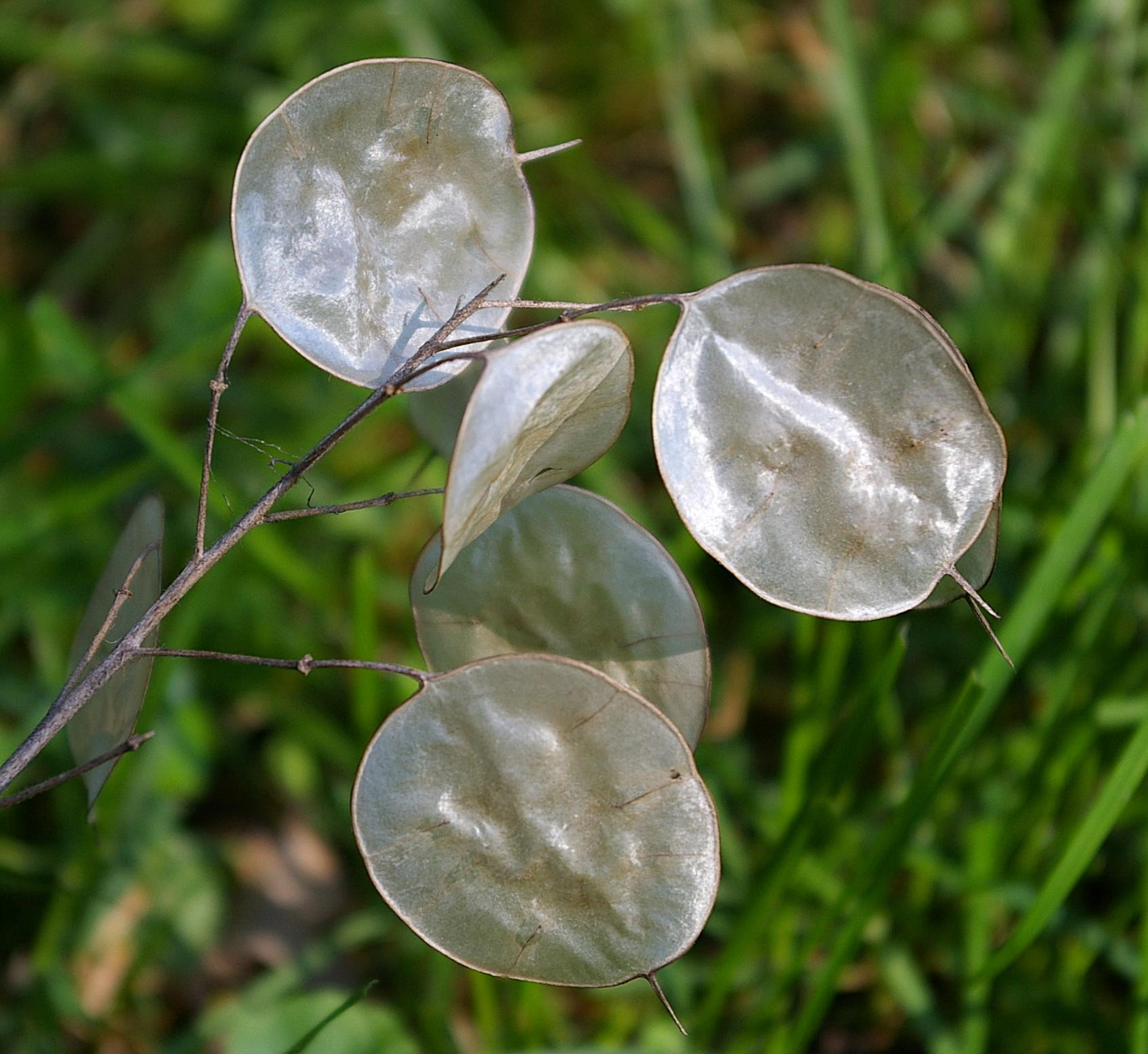
Silícules madures, sense llavor, de Lunaria annua